# Green Horn
『Green Horn』（グリーン・ホーン）は、CANTAの6枚目のオリジナル・アルバム。

## 概要
前作『流星と春の嵐』より約2年半振りにリリースされたオリジナル・アルバム。
帯には「人の脆さと、世の儚さ。見据えた果てに強さがあった。」と記載されている。
「旅たちの歌（Green Horn Mix）」を収録した特典CDが付属している。
「金木犀」「愛の名の下に」「旅立ちの歌」は同年にリリースされたシングル「QUATTRO FORMAGGIO」からの楽曲である。

## 収録曲
（全作詞・作曲：ルーク篁）
1. Love Drives Me Crazy
2. So Alive
3. Bitter Sweet
4. 愛の名の下に（Green Horn Mix）
5. Always
6. No Doubt, No Life!
7. Are You Ready?
8. 金木犀（Green Horn Mix）
9. Go Faster! Go Faster! Go Faster! Go Faster!
10. また会う日まで